# Cercle nautique des régates rémoises
Le Cercle Nautique des Régates Rémoises (CNRR) résulte de la fusion réalisée en novembre 2019 , des deux clubs historiques de la ville de Reims, le Cercle nautique rémois et les Régates Rémoises.

## Histoire

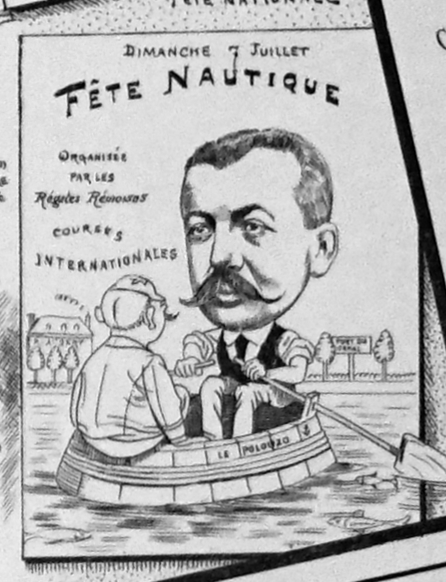
Juillet 1895 concours nautique.

### Les Régates Rémoises
Le canal de canal de l'Aisne à la Marne est ouvert en 1848. Des rémois fondent en 1854, la Société nautique des Régates Rémoises, 16 ans seulement après la Société des régates du Havre, le plus vieux club d'aviron  français fondé en 1838. Ce club sera le premier club sportif à Reims. 7 de ses membres ont participé aux Jeux Olympiques : 
1928 : Amsterdam (Marcelle-Marcelle-Préaux)
1972 : Munich (Roland)
1976 : Montréal (Roland)
1980 : Moscou (Bourquel)
1996 : Atlanta (Bosquet)
2000 : Sydney (Bosquet)
2008 : Pékin (Peltier)

Logo de 1854.

Avant son déménagement a son adresse actuelle, il était implanté à l’emplacement de l'actuel Centre des Congrès à l'extrémité du jardin d'horticulture. Un bâtiment pour le Cercle Nautique de cette époque, avait été inauguré en août 1931. Il était l'un des principaux clubs d'aviron français, terminant à sept reprises en tête du classement général de la Fédération française d'aviron entre 1995 et 2008. Pour ce qui est du classement féminin, il fut premier entre 2003 et 2008.

### Le Cercle Nautique Rémois
Le Cercle Nautique Rémois (CNR) est un club d'aviron à Reims créé le 11 février 1876. Il a été labellisé École française d'aviron. Le siège du club était au 11 Bis Rue Saint-Charles. En 1931, le Cercle nautique rémois s'installe dans des locaux en bordure du boulevard Maurice-Noirot et du jardin de la Patte d’Oie. Pour la construction du centre des congrès, il déménage rue Saint-Charles.

### Cercle Nautique des Régates Rémoises
Le Cercle Nautique des Régates Rémoises (CNRR) résulte de la fusion réalisée en novembre 2019 , des deux clubs historiques de la ville de Reims, le Cercle Nautique Rémois et les Régates Rémoises.
Le siège du club est situé depuis 1991 au 2 rue Clovis-Chezel sur le site de l'ancienne usine de teinturerie Machuel & Néouze dont la cheminée rappelle l'emplacement. Ce terrain a été acquis par la ville de Reims deux ans plus tôt.
Les entraînements se déroulent en général sur le canal de l'Aisne à la Marne.

## Locaux
Le club CNRR est installé impasse Beauregard dans l’ancienne usine Machuel & Néouze bâtiment inscrit aux Monuments de France. Ce lieu a été labelisé en 2024 « architecture contemporaine remarquable » par le ministère de la Culture, une première dans la Marne. Ce bâtiment abrite Un "tank à ramer 8 places", 7 vestiaires, dont 2 réservés aux Personnes à Mobilité Réduite (PMR), une salle d'ergomètres, une salle de musculation, une salle de réunion (20 personnes), une salle d'honneur (180 personnes) et plusieurs bureaux.

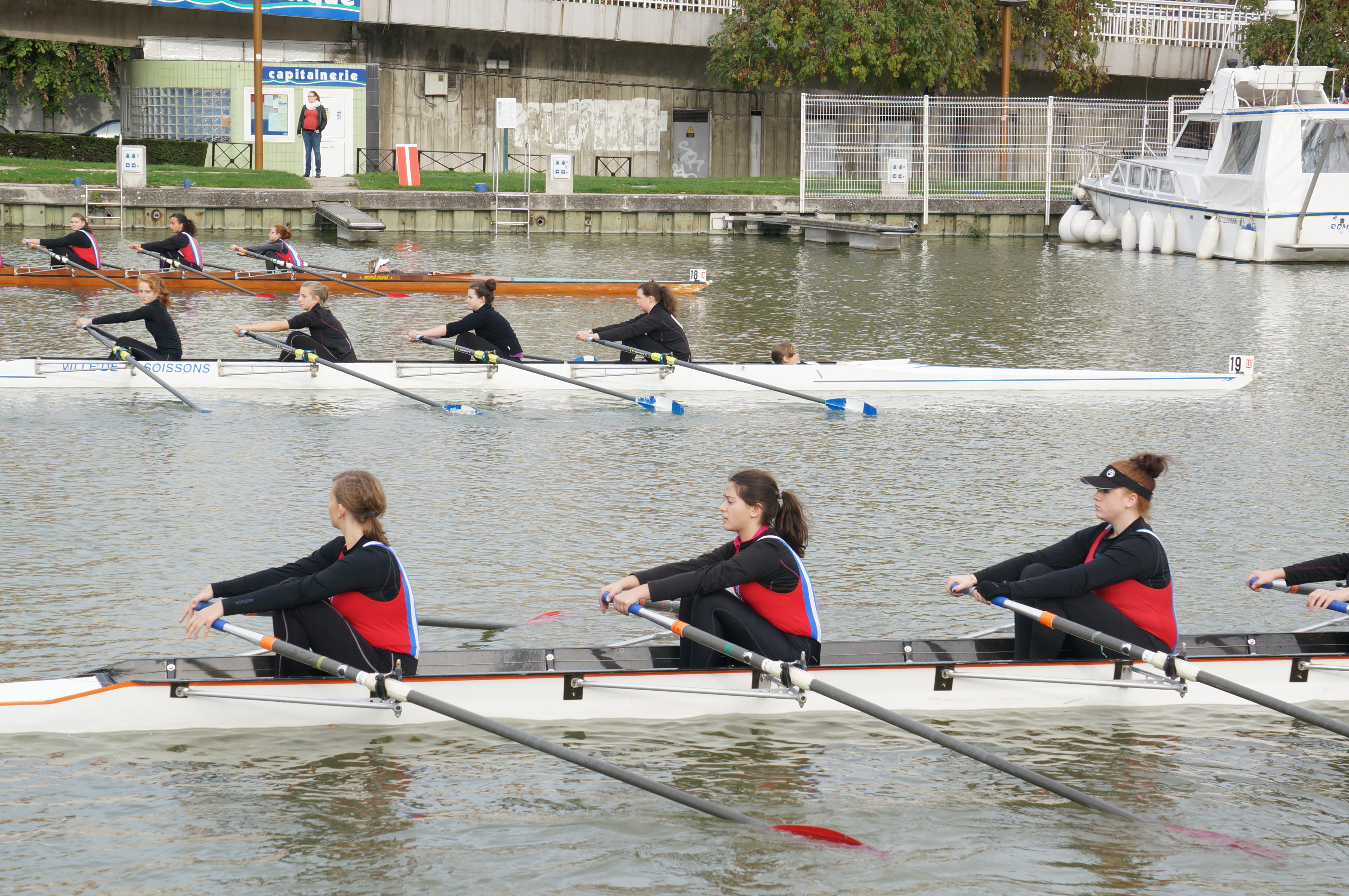
Course sur le canal en 2013.